# Keenen Ivory Wayans
Keenen Ivory Wayans, Sr. (New York, 1958. június 8. –) Primetime Emmy-díjas amerikai színész, humorista és filmkészítő, a szórakoztatóiparban közismert Wayans-család tagja. 
Elsőként az 1990 és 1994 között futó, In Living Color című Fox-vígjátéksorozat megalkotójaként és házigazdájaként vált ismertté. 1997 és 1998 között a The Keenen Ivory Wayans Show talkshow házigazdájaként dolgozott. 1987-ben bemutatott Eszelős Hollywood című filmje után (melyben társíróként vett részt) számos további mű elkészítésében vett részt rendezőként, producerként és/vagy forgatókönyvíróként – filmjeiben testvérei is gyakran szerepet kapnak. 2000-es Horrorra akadva, avagy tudom, kit ettél tavaly nyárson című rendezése az egyik legmagasabb bevételt szerezte az afroamerikai rendező által készített filmeket tekintve.

## Fiatalkora és családja
Harlemben született a háztartásbeli, illetve szociális munkás Elvira Alethia (leánykori nevén Green), valamint az áruházi menedzserként dolgozó Howell Stouten Wayans második gyermekeként (egyes források – tévesen – a legidősebb gyermekként utalnak rá, noha van egy Dwayne nevű bátyja). A Wayans-testvérek tízen voltak, öt lánytestvére (Elvira, Vonnie, Nadia, Kim, Diedre) és négy fiútestvére (Marlon Wayans, Damon Wayans, Shawn Wayans, Dwayne Wayans) van. A Jehova tanúi felekezetbe tartozó Wayans szülők szigorú vallásos szellemben nevelték fel gyermekeiket.
Wayans az alabamai Tuskegee felsőoktatási intézmény hallgatója lett, mérnöki ösztöndíjjal, de az utolsó szemeszterben félbehagyta tanulmányait, hogy komikusi karrierjén dolgozzon.

## Pályafutása
New Yorkba költözése után stand-up humoristaként dolgozott és összebarátkozott Eddie Murphyvel. Itt ismerte meg Robert Townsend színész-komikust is: Townsend rendezőként, forgatókönyvíróként és színészként is részt vett az 1987-es Eszelős Hollywood című film elkészítésében, Wayans társíróként és színészként működött közre a produkcióban. Egy évvel később, Wayans immár rendezőként és forgatókönyvíróként jegyezte a nagy sikert aratott Nyasgem! című vígjátékot.

## Filmográfia

### Film
Rendező, forgatókönyvíró és producer
| Év   | Magyar cím                                             | Eredeti cím                                                              | Feladatkör | Feladatkör | Feladatkör |
| Év   | Magyar cím                                             | Eredeti cím                                                              | Rendező    | Író        | Producer   |
| ---- | ------------------------------------------------------ | ------------------------------------------------------------------------ | ---------- | ---------- | ---------- |
| 1987 | Eszelős Hollywood                                      | Hollywood Shuffle                                                        | Nem        | Igen       | Nem        |
| 1988 | Nyasgem!                                               | I'm Gonna Git You Sucka                                                  | Igen       | Igen       | Nem        |
| 1994 | Szimatnak szemét, szemétnek szimat                     | A Low Down Dirty Shame                                                   | Igen       | Igen       | Nem        |
| 1996 | Ne légy barom, míg iszod a dzsúszod a gettóban         | Don't Be a Menace to South Central While Drinking Your Juice in the Hood | Nem        | Nem        | Igen       |
| 1997 | Különösen veszélyes                                    | Most Wanted                                                              | Nem        | Vezető     | Igen       |
| 2000 | Horrorra akadva, avagy tudom, kit ettél tavaly nyárson | Scary Movie                                                              | Igen       | Nem        | Nem        |
| 2001 | Horrorra akadva 2.                                     | Scary Movie 2                                                            | Igen       | Nem        | Nem        |
| 2004 | Feketék fehéren                                        | White Chicks                                                             | Igen       | Nem        | Igen       |
| 2006 | Kiscsávó                                               | Little Man                                                               | Igen       | Igen       | Igen       |
| 2009 | Táncfilm                                               | Dance Flick                                                              | Nem        | Igen       | Igen       |

Színész
| Év   | Magyar cím                                             | Eredeti cím                                                              | Szerep               | Magyar hang     |       |  |
| ---- | ------------------------------------------------------ | ------------------------------------------------------------------------ | -------------------- | --------------- | ----- |  |
| 1983 | Egy aktmodell halála                                   | Star 80                                                                  | Szerep               | Magyar hang     | Comic |  |
| 1987 | Eszelős Hollywood                                      | Hollywood Shuffle                                                        | Donald / Jheri Curl  |                 |       |  |
| 1988 | Nyasgem!                                               | I'm Gonna Git You Sucka                                                  | Jack Spade           | Csuja Imre      |       |  |
| 1988 | Nyasgem!                                               | I'm Gonna Git You Sucka                                                  | Jack Spade           | Dányi Krisztián |       |  |
| 1994 | Szimatnak szemét, szemétnek szimat                     | A Low Down Dirty Shame                                                   | Shame                | Csuja Imre      |       |  |
| 1996 | Ne légy barom, míg iszod a dzsúszod a gettóban         | Don't Be a Menace to South Central While Drinking Your Juice in the Hood | postás               |                 |       |  |
| 1996 | Tisztítótűz                                            | The Glimmer Man                                                          | Jim Campbell nyomozó | Kálid Artúr     |       |  |
| 1997 | Különösen veszélyes                                    | Most Wanted                                                              | James Dunn őrmester  | Galambos Péter  |       |  |
| 2000 | Horrorra akadva, avagy tudom, kit ettél tavaly nyárson | Scary Movie                                                              | rabszolga            |                 |       |  |
| 2009 | Táncfilm                                               | Dance Flick                                                              | Mr. Stache           |                 |       |  |

### Televízió
| Év        | Magyar cím                 | Eredeti cím                  | Szerep                 | Megjegyzések                                                     |
| --------- | -------------------------- | ---------------------------- | ---------------------- | ---------------------------------------------------------------- |
| 1981      |                            | Irene                        | Ray Brewster           | tévéfilm                                                         |
| 1982      |                            | Cheers                       | vásárló                | 1 epizód                                                         |
| 1982      |                            | CHiPs                        | Roberts                | 1 epizód                                                         |
| 1983      |                            | Highway Honeys               | Tattoo Calhoune        | tévéfilm                                                         |
| 1983      |                            | The Renegades                | Lloyd Wayne            | 1 epizód                                                         |
| 1983      | Szerelem és dicsőség       | For Love and Honor           | Duke Johnson közlegény | - tévéfilm - magyar hangja: - Schnell Ádám                       |
| 1983–1984 |                            | For Love and Honor           | Duke Johnson közlegény | televíziós sorozat (12 epizód)                                   |
| 1986      |                            | Benson                       | Clete Hawkins          | 1 epizód                                                         |
| 1987      | Zsarublues                 | Hill Street Blues            | Raymond Jackson        | 1 epizód                                                         |
| 1987      |                            | A Different World            | Lawrence professzor    | 1 epizód                                                         |
| 1987      |                            | The Late Show                | nem szerepel           | forgatókönyvíró (1 epizód)                                       |
| 1990–2012 |                            | In Living Color              | több szerep            | - sorozat megalkotója (125 epizód) - forgatókönyvíró (71 epizód) |
| 1997–1998 |                            | The Keenen Ivory Wayans Show | önmaga/házigazda       | forgatókönyvíró (12 epizód)                                      |
| 2001      | Életem értelmei            | My Wife and Kids             | Ken Kyle               | 1 epizód                                                         |
| 2013      | Míg az élet el nem választ | Happily Divorced             | Tony                   | 1 epizód                                                         |
| 2013      |                            | Real Husbands of Hollywood   | önmaga                 | 1 epizód                                                         |

## Fordítás
- Ez a szócikk részben vagy egészben  a   Keenen Ivory Wayans című angol Wikipédia-szócikk fordításán alapul.  Az eredeti cikk szerkesztőit annak laptörténete sorolja fel. Ez a jelzés csupán a megfogalmazás eredetét és a szerzői jogokat jelzi, nem szolgál a cikkben szereplő információk forrásmegjelöléseként.